# Francisco Juan de Ayala
Francisco Juan de Ayala Ortiz de Urbina (Vitoria, 4 de junio de 1824-Vitoria, 8 de febrero de 1907) fue un literato, periodista y político español.

## Biografía
Natural de Vitoria, nació hijo de Juan Santos Ayala Díaz de Durana y Eusebia Ortiz de Urbina Ayala. Estudió Filosofía en Madrid y Leyes en la Universidad de Sevilla, y colaboró con varias escuelas de diferentes oficios a su vuelta a Vitoria. Llegaría a ser, por ejemplo, miembro honorario de la Academia Alavesa de Ciencias de Observación.
Fundó junto a Sotero Manteli la Revista Vascongada, y los dos, con Ricardo Becerro de Bengoa, fueron miembros fundadores del Centro Literario Vascongado. Llegó a dirigir El Porvenir Alavés. Asimismo, escribió textos para las páginas de El Lirio y también de la Revista de las Provincias, de cuya dirección se encargaba en Madrid el también alavés Fermín Herrán.
Tras fungir como concejal de la capital alavesa, se desempeñaría también como alcalde en dos periodos diferentes, elegido en 1858 y 1866. Entre otras acciones, concedió el primer reglamento al Monte de Piedad de la ciudad, constituido en 1856. Dio el salto después a la política provincial, como diputado general de Álava desde 1855 hasta 1861. Cuando abandonó el cargo, pasó a ser padre de la provincia. En las elecciones constituyentes de 1869, fue elegido para representar a su provincia ante las Cortes.
Falleció en la capital alavesa el 8 de febrero de 1907, a los 82 años. En 1936, se nombró en su honor una calle de su ciudad natal; más tarde, en 1944, pasaría a ser el nombre de una plaza.